# Segreti trasparenti
Segreti trasparenti, pubblicato nel 2004, è un album del cantautore Massimo Bubola.

## Descrizione
Questo album presenta una importante svolta intimistica del cantautore tradizionalmente votato al rock d'oltreoceano, sia nella musica e negli arrangiamenti (il più delle volte acustici) che nei testi. Lo stile è complessivamente ispirato ad omaggio dell'amico De André, che è esplicitamente ricordato nel secondo brano, Specialmente in gennaio (è questo infatti il mese in cui egli è scomparso), ma in parte, anche alle black ballads. Il settimo brano è invece dedicato al fratello scomparso, per la prima volta rievocato in una canzone. Jetta 'a luna è un brano scritto in dialetto napoletano. Il primo brano è duettato con la giovane veronese Elena Vaona.

## Tracce
1. La sposa del diavolo - 5:31 [2]
2. Specialmente in gennaio - 5:55
3. Roger McClure - 4:28
4. Stai con me - 5:03
5. La fontana (e la domenica) - 4:25
6. Entrambi - 4:41 [3]
7. Quella campana - 5:16
8. Tutto è legato - 4:50
9. Per quanto tempo - 4:25
10. Jetta 'a luna - 4:30
11. Tornano i santi - 4:02

Testi e musiche di M.Bubola